# Angus Gardner
Angus Gardner (né le 24 août 1984) est un arbitre professionnel australien de rugby.

## Biographie
Il a été nommé membre du comité des arbitres de Super Rugby en 2012. Son premier match en Super Rugby a lieu entre les Queensland Reds et les Melbourne Rebels au stade Suncorp en mars de la même année,.
Gardner commence à arbitrer en 1999 à l'âge de quinze ans et devient arbitre à temps plein en 2015. Il est nommé à son premier match test en novembre 2011, un match de Coupe d'Océanie entre la Papouasie-Nouvelle-Guinée et le Vanuatu à Port Moresby.
Gardner est nommé au Championnat du monde junior IRB en 2012 et 2014. Il prend en charge la demi-finale entre l'Angleterre et l'Irlande en 2014,.
En 2018, Gardner est nommé pour sa première finale de Super Rugby, arbitrant le match entre les Crusaders et les Lions à Christchurch le 4 août.
En 2019, il est sélectionné pour arbitrer des matchs de la Coupe du monde au Japon.

## Honneurs
Lors des World Rugby Awards 2018, Angus Gardner reçoit le prix "Arbitre mondial de l'année".